# Bhuapur
Bhuapur è un sottodistretto (upazila) del Bangladesh situato nel distretto di Tangail, divisione di Dacca. Si estende su una superficie di 225,02 km² e conta una popolazione di 189.913 abitanti (dato censimento 1991).